# Stage 42
Lo Stage 42 (noto come Little Shubert Theatre fino a luglio 2015) è un teatro di New York su Theatre Row, a circa mezzo miglio a ovest di Broadway. Il suo indirizzo è 422 West 42nd Street, tra la 9th Avenue e Dyer Avenue. È stato costruito nel 2002 ed ha una capienza di 499 posti, considerato un teatro Off-Broadway (meno di 500 posti).

## Storia
Il Little Shubert è stato il primo teatro Off-Broadway di New York costruito da zero e il primo ad essere di proprietà della Shubert Organization. Costruito come parte di una torre residenziale e inaugurato nel 2002, il Little Shubert è stato il primo nuovo teatro costruito dalla Shubert Organization a New York dal 1928, quando l'Ethel Barrymore aprì sulla West 47th Street. Le caratteristiche dello Stage 42 includono un auditorium con posti a sedere che offrono una buona vicinanza al palco. Il palcoscenico stesso e la buca dell'orchestra sono di dimensioni paragonabili a quelle di molti teatri di Broadway.
Lo Stage 42 è uno dei più grandi teatri Off Broadway, ma si è dimostrato un luogo costoso per organizzare spettacoli, in parte a causa di contratti con i sindacati teatrali. Nel 2011 i produttori teatrali hanno ipotizzato che lo Stage 42 potesse diventare un teatro di Broadway ammissibile al Tony, aggiungendo un posto per portarlo al minimo di 500 posti richiesto per l'idoneità al Tony; ciò non avvenne, perché per arrivare a 500 posti sarebbe stato necessario negoziare nuovi contratti con i sindacati, aumentando ulteriormente i costi.